# Cine-Teatro Alba
O Cine-Teatro Alba é uma sala de espetáculos (Cinema e Teatro) localizada na Alameda 5 de Outubro, a “praça central” da cidade de Albergaria-a-Velha, distrito de Aveiro, Portugal.
Um espaço de apresentação, produção, acolhimento e criação de projetos artísticos amadores e profissionais, o Cine-Teatro Alba funciona em articulação com os espaços pertencentes à rede cultural do município de Albergaria-a-Velha. A sua programação promove a formação, qualificação e fidelização dos públicos, através da realização de projetos artísticos que privilegiam a utilização dos recursos materiais e imateriais do território.

## História
A construção do Cine-Teatro Alba surgiu do resultado de conversações entre o executivo camarário, na pessoa do Senhor Presidente, Dr. Bernardino Correia Telles de Araújo de Albuquerque e o Senhor Comendador Augusto Martins Pereira, pois em meados do mês de Março de 1945 foi deliberado o desenvolver obras no antigo Teatro da Vila com o propósito do mesmo servir para o funcionamento do Tribunal de Comarca.
Cerca de 15 dias depois, esta mesma Câmara decidiu colocar à venda o referido Teatro por 80 contos. Este situava-se no mesmo local onde hoje está o Cine-Teatro Alba e foi adquirido pela Sociedade Cine-Teatro Alba, Lda., nas pessoas do Comendador Augusto Martins Pereira e Américo Martins Pereira.
O valor total da obra definitiva custou à Família Martins Pereira 3.331.964$76 e o “magnífico” projeto elaborado pelo Engº Júlio José de Brito, 25.000$00. (Escudo português)
A 11 de Fevereiro de 1950 dá-se início a um processo cultural jamais visto em Albergaria-a-Velha. O edifício, com excelentes condições técnicas e logísticas, foi considerado por muitos como um dos melhores Cine-Teatros do país.
| “ | (...) no início dos anos 50, por cada mês passavam cerca de 8 filmes. Os dias eleitos eram, naturalmente, o fim-de-semana e a Quinta-feira. No ano de 1950 foram exibidos no Cine-Teatro Alba 73 filmes e 4 peças de teatro. E no ano de 1951 cerca de 92 filmes, duas peças de teatro, uma “Récita de Gala promovida pelo Grupo Cénico Albergariense” e um espectáculo de variedades com um ilusionista. | ” |

### Reedificação
Dia 1 de Julho de 2011 teve lugar o auto de consignação que marcou o início das obras de requalificação do Cine-Teatro Alba. Avaliada em cerca de 3 milhões de euros, esta intervenção de fundo dignificou um dos espaços mais emblemáticos do Município.
Dado o valor arquitectónico inegável desta infra-estrutura cultural, construída em meados do século XX, o projecto do Arquiteto Rui Rosmaninho previu a preservação dos elementos mais genuínos, introduzindo pormenores inovadores nas áreas que se construíram de raiz, fruto das exigências da legislação em vigor. Para além do auditório principal, o novo Cine-teatro possui outros espaços para a organização de eventos, tais como uma sala polivalente, no rés-do-chão, e uma sala de café-concerto no 1º piso. Foi construída uma nova caixa de palco, zonas técnicas, camarins, área infantil, cafetaria/bar e serviços administrativos, no 2º piso, com vários gabinetes de trabalho e sala de reuniões.
No dia 27 de Abril de 2012, foi inaugurado o novo projeto do Cine-Teatro Alba. No palco principal, o Cine-teatro Alba juntou o músico Rui Veloso com um dos maiores promotores da música clássica da Região: a Orquestra Filarmonia das Beiras.

## Caracterização de Cine-Teatro Alba
O CTAlba é um equipamento propriedade do Município de Albergaria-a-Velha, a quem compete a gestão, e é constituído por:
- Sala Principal (Grande Auditório) com 497 lugares sentados mais seis lugares afetos a pessoas com mobilidade reduzida, dotada de Palco, Sistema de som, Luz de palco, Videoprojetor e Cinema digital;
- Sala de Exposições, com 63,16m2;
- Sala de SAC – Serviço de Aprendizagem Criativa;
- Sala Estúdio, equipada com espelhos e luz, com 85,93m2 e com capacidade para 60 pessoas;
- Cafetaria/Bar, com capacidade para 50 pessoas;
- Espaço Café Concerto, com capacidade para 60 pessoas;
- Sala Alba;
- Receção / Bilheteira;
- Bengaleiro;
- Cinco Camarins Duplos / Individuais;
- Dois Camarins Coletivos;
- Dois Camarins de Mudança;
- Três Gabinetes de Trabalho;
- Áreas Técnicas.[3]

## Ligações Externas
- http://www.cineteatroalba.com/ (site Cineteatro Alba)